# Archives of Virology
Archives of Virology (abrégé en Arch. Virol.) est une revue scientifique à comité de lecture. Ce mensuel publie des articles de recherches originales dans le domaine de la virologie. C'est le journal officiel de la division de virologie de l'International Union of Microbiological Societies.
D'après le Journal Citation Reports, le facteur d'impact de ce journal était de 1,909 en 2009. Actuellement, le directeur de publication est M. H. V. Van Regenmortel.